# Journal of Group Theory
Journal of Group Theory is een internationaal, aan collegiale toetsing onderworpen wetenschappelijk tijdschrift op het gebied van de groepentheorie.
De naam wordt in literatuurverwijzingen meestal afgekort tot J. Group Theor.
Het wordt uitgegeven door Walter de Gruyter en verschijnt 6 keer per jaar.